# بيئة المعطيات الرقمية
بيئة المعطيات الرقمية: إنترنيت الأشياء، البيانات الضخمة والذكاء الاصطناعي (بالفرنسية: Ecosystème Des Données Numériques : Internet Des Objets, Big Data Et Intelligence Artificielle) هو كتاب من تأليف الأكاديمي والباحث المغربي يحيى اليحياوي، صدر عن منشورات سبينيل بباريس عام 2021. يُشير الكتاب إلى أن الفضاء الرقمي، وإن كان فضاء حرية، فإنه مكمن مخاطر أيضا، ليس فقط على السيادات الوطنية، بل أيضا على الحياة الخاصة للأفراد والجماعات.

## نبذة عن الكتاب
يستعرض الكتاب مفهوم المعطيات الرقمية (Digital Data) من حيث نشأتها، وطرق تخزينها، وتحليلها في ظل التطورات التكنولوجية للعصر الرقمي. كما يتناول التحولات التقنية التي أدت إلى تزايد هائل في حجم البيانات وتنوّع مصادرها، مثل الإنترنت، والأجهزة الذكية، ومنصات التواصل الاجتماعي. ويركز الكتاب على التحديات المرتبطة بإدارة هذه المعطيات، بما في ذلك مسائل الخصوصية، والأمن الرقمي، والأطر التشريعية المنظمة لها. إضافة إلى ذلك، يقدم تحليلاً نقدياً لكيفية توظيف البيانات الرقمية في المجالات الاقتصادية والسياسية والثقافية.

## المحتوى
يتناول الكتاب موضوعات أساسية ترتبط بالبيئة الرقمية الحديثة، حيث يُعرّف المعطيات الرقمية كمعلومات رقمية تشكل سلعة اقتصادية وأساسًا للحكامة والتنظيم. كما يسلط الضوء على ظواهر المعطيات الضخمة وإنترنت الأشياء والذكاء الاصطناعي، موضحًا أحجام البيانات وأنواعها وفوائدها، ودورها في تشكيل مفهوم "الذكاء الرقمي" المعتمد على الخوارزميات والتقنيات المتقدمة. بالإضافة إلى ذلك، يستعرض الكتاب الجوانب الجيوسياسية للمعطيات الرقمية من خلال تأثير المنصات الرقمية الكبرى، خاصة الأمريكية والصينية، على هيكلة السوق وبنيته. كما يناقش تأثير هذه البيئة الرقمية على الخصوصية والأمن الشخصي، مسلطًا الضوء على التحديات التي تواجه الأفراد في حماية بياناتهم في عصر التحول الرقمي.

## وصف
قال الباحث الفرنسي بيير جان بنغوزي ‏، مدير المركز الوطني الفرنسي للبحث العلمي، في تقديمه للكتاب:
"يجب أن نشكر الأستاذ يحيى اليحياوي على هذا الكتاب الغني الذي يقدمه لنا اليوم حول بيئة المعطيات الرقمية، (...) حيث يتناول فيه مسألة المعطيات الرقمية بطريقة موسعة، لكنها تركيبية من خلال سبر أغوار مختلف الامتدادات التي تتموقع معها هذه البيئة حول إنترنت الأشياء والبيانات الضخمة والذكاء الاصطناعي".

## الاجزاء
يقع الكتاب في 234 صفحة، ويتضمن أربعة فصول:
- الفصل الأول: مداخل لاقتصاد المعطيات الرقمية
- الفصل الثاني: رهانات المعطيات الضخمة إنترنيت الأشياء والذكاء الاصطناعي
- الفصل الثالث: جيوسياسية بيئة المعطيات الشخصية
- الفصل الرابع: المعطيات الرقمية والحياة الخاصة
- يتضح ان كتاب «بيئة المعطيات الرقمية»  يتناول مجموعة من الفصول التي تغطي جوانب متعددة من البيئة الرقمية الحديثة. يبدأ الكتاب بمقدمة تعرف المعطيات الرقمية وأنواعها وأهميتها في العصر الرقمي، ثم يتناول التحولات التكنولوجية مثل الإنترنت وإنترنت الأشياء والحوسبة السحابية التي ساهمت في نمو حجم البيانات. يستعرض الكتاب مفهوم البيانات الضخمة وأدوات تحليلها، إضافة إلى دور الذكاء الاصطناعي وتعلم الآلة في تحويل هذه المعطيات إلى معرفة قابلة للتطبيق. كما يدرس الاقتصاد الرقمي ويبرز المعطيات كسلعة استراتيجية تؤثر في الأسواق والابتكار، مع التركيز على قضايا الأمن الرقمي وحماية البيانات الشخصية والمؤسساتية. ويتناول الكتاب الأطر القانونية والتشريعية التي تنظم استخدام المعطيات، بالإضافة إلى الجوانب الجيوسياسية المتعلقة بالصراع بين الدول الكبرى حول السيطرة على البيانات والمنصات الرقمية. كما يسلط الضوء على تحديات الخصوصية والهوية الرقمية، ويفتح آفاقًا مستقبلية للابتكار الرقمي وتأثيره المتوقع على المجتمعات. ويقدم أيضًا دراسات حالة وأمثلة عملية توضح كيفية توظيف المعطيات الرقمية في مجالات متنوعة مثل التجارة الإلكترونية، الإعلام، والسياسة،

## جوائز
فاز الكتاب بجائزة المغرب للكتاب (مناصفة) لعام 2021، في قسم العلوم الإنسانية.